# Yamaguchi (park)
Yamaguchi är en park i Spanien.   Den ligger i provinsen Provincia de Navarra och regionen Navarra, i den nordöstra delen av landet, 300 km nordost om huvudstaden Madrid. Yamaguchi ligger 444 meter över havet.
Terrängen runt Yamaguchi är kuperad österut, men västerut är den platt.Runt Yamaguchi är det ganska tätbefolkat, med 199 invånare per kvadratkilometer. Närmaste större samhälle är Pamplona, 1,8 km nordost om Yamaguchi. Trakten runt Yamaguchi består till största delen av jordbruksmark.